# فخرآباد علیا
فخرآباد علیا روستایی است از توابع شهرستان بروجرد در استان لرستان. این روستا در دهستان دره‌صیدی در بخش مرکزی این شهرستان قرار دارد. این روستا درحد فاصل دو روستای قلعه محمد ضیا و قپانوری قراردارد. دسترسی به این روستا از طریق جاده اراک به بروجرد و جاده دره صیدی امکان‌پذیر است.

## جمعیت
بنابر سرشماری مرکز آمار ایران، جمعیت فخر آباد بالا در سال ۱۳۸۵ برابر با ۶۸ نفر بوده‌است که از این میان ۲۹ نفر مرد و بقیه زن بوده‌اند. این روستا ۱۷ خانوار دارد.